# مجلس التعليم والشباب والثقافة والرياضة
مجلس التعليم والشباب والثقافة والرياضة (بالإنجليزية: Education, Youth, Culture and Sport Council)‏ المعروفة اختصاراً بـ EYCS هو أحد تشكيلات مجلس الاتحاد الأوروبي ويجتمع ثلاث أو أربع مرات في السنة، مرتين بتشكيلته الكاملة. يضم هذا المجلس الوزراء المسؤولين عن التعليم والثقافة والشباب والإعلام والاتصالات والرياضة في الدول الأعضاء في الاتحاد الأوروبي. ويعتمد تكوين كل اجتماع حسب البنود المدرجة على جدول الأعمال.
التشكيلة الحالية للمجلس المعنية بالتعليم والشباب والثقافة والرياضة نشأت من خلال دمج مجلس التعليم والشباب السابق ومجلس الثقافة والإعلام السمعي البصري السابق.
ويقوم المجلس عادة بإقرار توصيات في مجال التعليم والثقافة والشباب والرياضة. وعلى الرغم من ذلك يمكن للمجلس اعتماد قوانين تشريعية في بعض المجالات مثل السياسة السمعية والبصرية أو الاعتراف المتبادل بالشهادات.